# Regió econòmica de l'Extrem Orient
La regió econòmica de l'Extrem Orient Rus (en rus: Дальневосто́чный экономи́ческий райо́н; dalnevostotxni ekonomítxeski raion) és una de les dotze regions econòmiques de Rússia.

La regió econòmica d'Extrem Orient Rus al mapa de Rússia.

Aquesta regió limita a l'est amb l'oceà Pacífic, té com a principals ciutats Komsomolsk na Amure, Khabàrovsk, Iakutsk, i Vladivostok. Produeix maquinària, i entre altres sectors hi té importància l'explotació forestal, la pesca, la caça, i les pells. El ferrocarril transsiberià segueix el riu Amur i l'Ussuri acabant al port de Vladivostok.
Té una superfície de 6.216.000 km², amb una població de 7.463.000 hab. (una densitat de 1.2 hab./km²), dels quals el 76% és població urbana.

## Composició
- Óblast de l'Amur
- Districte Autònom de Txukotka
- Província Autònoma dels Hebreus
- Krai de Kamtxatka
- Krai de Khabàrovsk
- Óblast de Magadan
- Krai de Primórie
- República de Sakhà
- Óblast de Sakhalín